# Шрапнел
 Тази статия е за артилерийския боеприпас.  За британския генерал вижте Хенри Шрапнел.  
Шрапнелът е артилерийски боеприпас, снаряден с готови поразяващи елементи. Предназначен е за поразяване на жива сила, кавалерия, небронирани цели. Запълнен е със сферични поразяващи елементи. При взривяване елементите се разпръскват. Взривяването на височина с дистанционен взривател с променливо или фиксирано времезакъснение (среща се и като дистанционна запалка, това е капачето от месинг/бронз видно на върха на снаряда на снимката долу вляво) позволява поражението и на окопана пехота. Исторически това е първият боеприпас с готови поразяващи елементи. Разпръскването се е осъществявало с димен барут.
За първи път шрапнели са използвани от английската армия през 1804 година в Суринам срещу холандски части. В съвременната артилерия не се използва, неговите функции са поети от осколочните и осколочно-фугасните артилерийски снаряди (гранати).
Думата има и друго значение – „шрапнел“ се използва и за осколка от снаряд, получена при взривяването и разпръскването на тялото му.
Наречен е по името на изобретателя си Хенри Шрапнел.